# Metso (entreprise)
Metso est une entreprise finlandaise issue de la fusion de deux sociétés finlandaises. Metso Outotec Oyj est créée en 2020 lors de la fusion d'Outotec et de Metso Minerals. La société se concentre sur la fourniture de technologies et de services pour les mines industrielles, les agrégats et le pétrole et le gaz, le recyclage, le raffinage des métaux, la fabrication de papiers et d'autres industries de transformation. La société a commencé ses activités le 1er juillet 2020.
En mai 2023, Metso Outotec a abrégé son nom en Metso.

## Organisation

### Actionnaires
En avril 2019, les dix plus grands actionnaires de Metso Outotec sont: 
| #   | Nom                             | %     | Valeur     |
| --- | ------------------------------- | ----- | ---------- |
| 1.  | Solidium Oy                     | 14,90 | 1150.0     |
| 2.  | Varma                           | 2,95  | 227,04 M € |
| 3.  | Ilmarinen                       | 2,79  | 214,95 M € |
| 4.  | Elo                             | 1,28  | 98,17 M €  |
| 5.  | Valtion Eläkerahasto            | 1,04  | 80,26 M €  |
| 6.  | OP-Suomi                        | 0,61  | 46,78 M €  |
| 7.  | Société de littérature suédoise | 0,57  | 43,72 M €  |
| 8.  | Mandatum Life                   | 0,55  | 42,63 M €  |
| 9.  | Danske Invest Suomi Osake       | 0,53  | 40,62 M €  |
| 10. | Veritas                         | 0,40  | 30,64 M €  |